# Victor Oladipo
Kehinde Babatunde Victor Oladipo (Silver Spring, 4 maggio 1992) è un cestista statunitense con cittadinanza nigeriana, di ruolo guardia o playmaker, professionista nella NBA, attualmente free agent.
Ha giocato al college per gli Indiana Hoosiers dove è stato nominato Sporting News Men's College Basketball Player of the Year, National Co-Defensive Player of the Year e first-team All-American dalla USBWA e da Sporting News. Nello stesso anno, è stato nominato vincitore dell'Adolph Rupp Trophy, assegnato annualmente al miglior giocatore di basket della NCAA Division I. Oladipo è stato selezionato dagli Orlando Magic come seconda scelta assoluta al draft NBA 2013 e alla sua prima stagione è stato nominato nel primo quintetto dell'NBA All-Rookie Team.

## Biografia
Oladipo è nato a Silver Spring, nel Maryland, e cresciuto a Upper Marlboro. Sua madre, un'infermiera, e suo padre vengono dalla Nigeria. I genitori di Oladipo si trasferirono negli Stati Uniti nel 1985, dove si sposarono. Oladipo ha tre sorelle, tra cui una coppia di gemelli.

## Carriera

### Scuola superiore
Dopo aver giocato alla pallacanestro CYO alla St. Jerome Academy di Hyattsville, Maryland, Oladipo ha giocato a basket al liceo alla DeMatha High School, sempre a Hyattsville. Da senior, ha segnato una media di 11,9 punti, 10,3 rimbalzi e 3,6 stoppate a partita. Ha portato DeMatha a un record di 32–4 e ai campionati della Washington Catholic Athletic Conference e della City. Oladipo è stato nominato nel Washington Post 2010 All-Met First Team e nel First Team All-WCAC. È stato classificato al numero 144 in assoluto e alla guardia tiratrice n. 41 nella sua classe da Rivals.com, mentre Scout.com lo ha elencato come la guardia tiratrice n. 39 nella sua classe ed ESPN lo ha elencato al n. 53 nella sua posizione.

### College

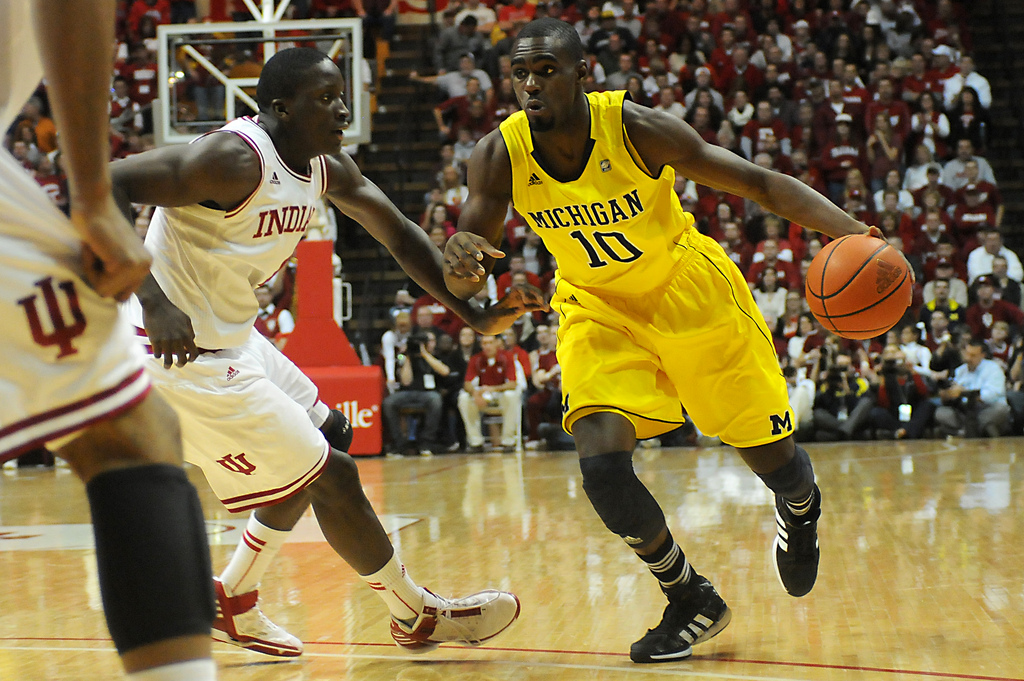
Oladipo (a sinistra) protegge Tim Hardaway Jr. dei Michigan Wolverines nel 2012

Oladipo ha scelto di giocare a basket all'Indiana University Bloomington e di specializzarsi in trasmissioni di comunicazione sportiva, rifiutando offerte da Notre Dame, Maryland, Xavier e altri.
Durante la stagione 2010-2011, Oladipo ha giocato 32 partite (cinque da titolare), segnando una media di 7,4 punti, 3,7 rimbalzi e 1,06 palle recuperate in 18,0 minuti a partita, tirando con lo 0,547 dal campo. Ha guadagnato il suo primo inizio di carriera contro la Penn State il 27 dicembre e ha risposto con 14 punti su 5 su 9 tiri, quattro rimbalzi, tre palle recuperate e due assist in 27 minuti di azione.
Al secondo anno durante la stagione 2011-2012, Oladipo ha segnato una media di 10,9 punti e 5,5 rimbalzi in 26,7 minuti a partita (47,1% FG, 75% FT). Alcuni commentatori lo hanno definito il "giocatore più migliorato di questa stagione" dell'Indiana, ed è stato spesso citato come il miglior difensore della squadra. La squadra si è guadagnata la quarta posizione nel torneo NCAA del 2012 e ha sconfitto la New Mexico State al secondo turno. Dopo aver sconfitto la VCU al terzo turno, gli Hoosiers hanno perso negli Sweet Sixteen contro la Kentucky, i futuri campioni nazionali.
Nella stagione 2012-2013, nonostante un roster dell'Indiana ricco di talento, Oladipo è emerso come una delle più grandi star della nazione. Grazie in parte alla leadership di Oladipo, gli Indiana Hoosiers hanno concluso la stagione 2012-2013 come i campioni dei Big Ten a titolo definitivo. Alla fine della stagione regolare, Oladipo si classificò al quarto posto nel paese per percentuale di field goal (61,4), al passo con la più alta percentuale di field goal di qualsiasi guardia dalla stagione 1996-1997. Tra i finalisti del Wooden Award, ha ottenuto il miglior punteggio netto, ovvero la differenza tra i punti prodotti e i punti concessi per 100 possedimenti. Oladipo ha prodotto 42 punti in più di quelli consentiti per 100 possedimenti.
Nella stagione 2012-2013, Oladipo ha giocato e iniziato in tutte le 36 partite, segnando una media di 13,6 punti, 6,3 rimbalzi, 2,1 assist e 2,17 palle recuperate. Al termine del suo anno da junior, Oladipo ha collezionato numerosi premi. È stato nominato Sporting News Player of the Year, NABC Defensive Player of the Year e un All-American della USBWA e Sporting News. In onore della conferenza, è stato nominato scelta unanime per l'All-Big Ten della prima squadra sia dagli allenatori che dai media, ed è stato nominato Big Ten Defensive Player dell'anno.

### Orlando Magic (2013-2016)

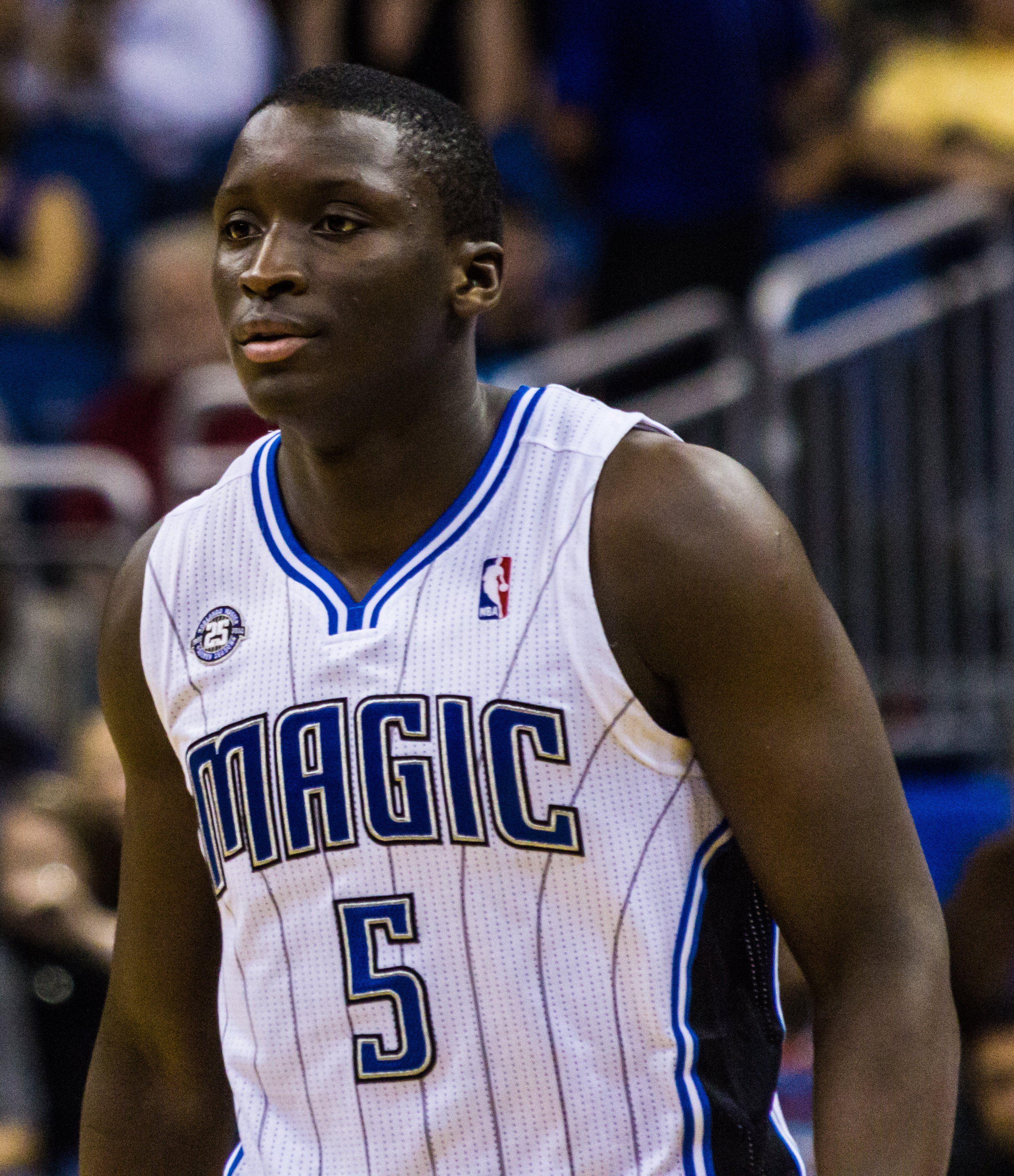
Oladipo ai Magics nel 2013

Il 9 aprile 2013, in una conferenza stampa con Tom Crean, ha annunciato la decisione di rinunciare alla sua stagione da senior a Indiana e di entrare nel progetto NBA 2013. È stato selezionato come seconda scelta assoluta dagli Orlando Magic, in seguito ha firmato il suo primo contratto da professionista l'8 luglio.

#### Stagione 2013-2014
Il 3 dicembre 2013 ha fatto registrate la sua prima tripla doppia in carriera con 26 punti, 10 rimbalzi e 10 assist in una partita persa al doppio overtime con i Philadelphia 76ers. Il rookie Michael Carter-Williams dei 76ers ha messo a segno nella stessa partita la sua prima tripla doppia della carriera, segnando un record poiché è stata la prima volta nella storia NBA in cui due rookie hanno fatto registrate una tripla-doppia nella stessa gara. L'ultima volta che due giocatori avevano fatto registrare la loro prima tripla doppia in carriera nella stessa partita era il lontano 1964. I giocatori ad averla realizzata erano Donnie Butcher e Ray Scott dei Detroit Pistons ma non erano rookie. Era anche la prima volta dal 2007, con Caron Butler e Baron Davis, che due avversari avevano effettuato due triple-doppie nella stessa partita.
Il 21 febbraio 2014 ha fatto registrare il più alto numero di assist in carriera (14), con 30 punti, 9 rimbalzi e 1 rubata, nella vittoria 129-121 al doppio overtime contro i New York Knicks. Ha proseguito la stagione ed è finito al secondo posto come Rookie dell'anno dietro a Michael Carter-Williams.

#### Stagione 2014-2015

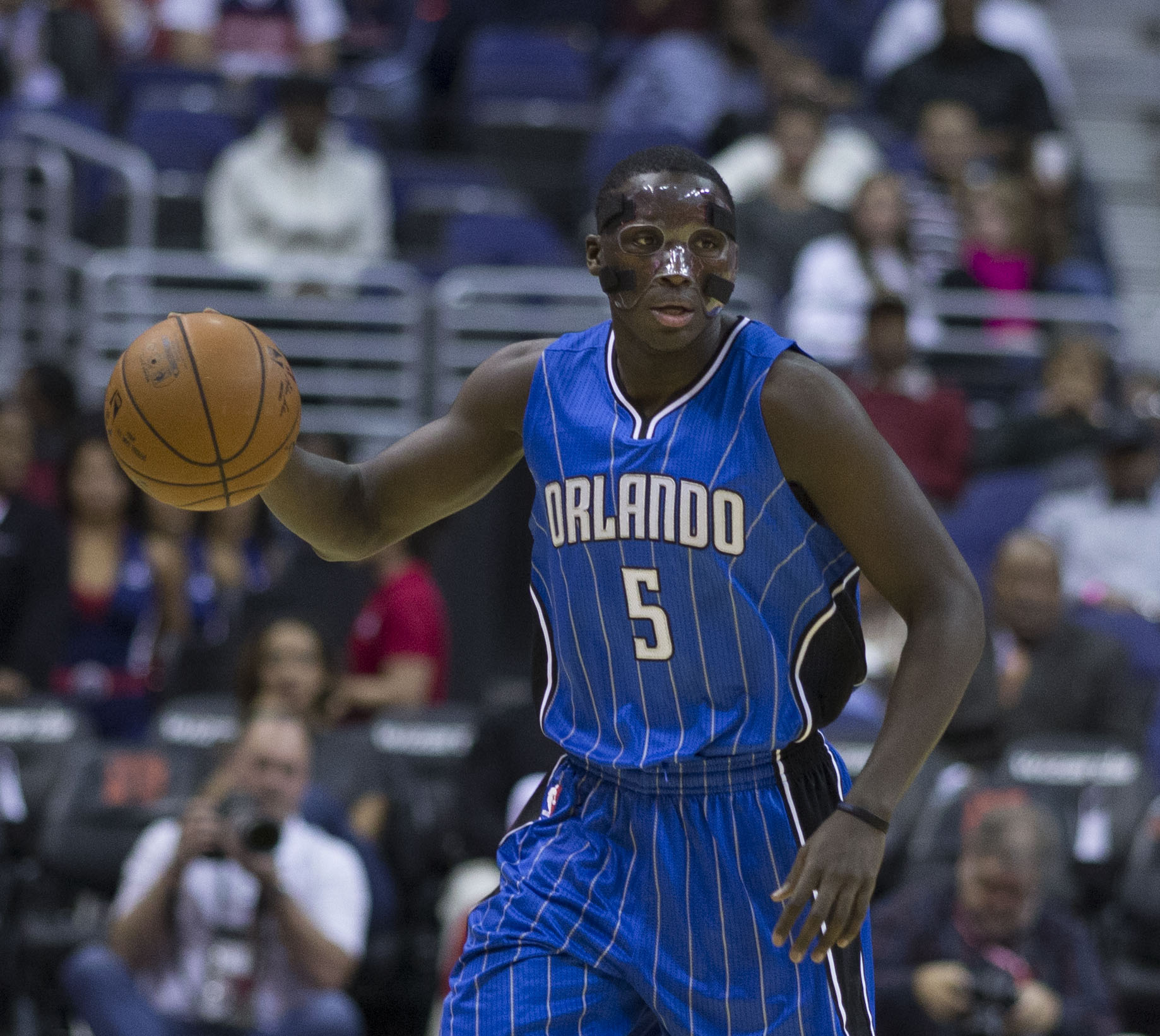
Oladipo nel novembre 2014.

Il 24 ottobre 2014 deve rinunciare per un breve periodo ai campi da gioco dopo che il giorno precedente aveva riportato un trauma facciale. Due giorni dopo, gli Orlando Magic esercitano la loro opzione per il terzo anno di contratto da rookie di Oladipo, estendendo il contratto anche per la stagione 2015-2016. Fa il suo ritorno in campo il 14 novembre indossando una maschera protettiva per il viso. In 25 minuti partendo dalla panchina, fa registrare uno score di 13 punti, 3 rimbalzi e 2 assist nella vittoria per 101-85 contro i Milwaukee Bucks. Il 12 gennaio, mette a segno 33 punti contro i Chicago Bulls e due giorni più tardi ne realizza 32 contro gli Houston Rockets facendo così registrare il suo primo back to back da 30 punti in carriera.
Durante l'All-Star Weekend NBA del 2015, Oladipo gareggia nella Rising Stars Challenge e nello Slam Dunk Contest, terminando al secondo posto nel Dunk Contest dietro a Zach LaVine. Il 4 marzo 2015 Oladipo ha messo a segno un career-high di 38 punti con 15 su 25 al tiro in una sconfitta contro i Phoenix Suns.

#### Stagione 2015-2016
Il 25 ottobre 2015 gli Orlando Magic esercitano la loro opzione per il quarto anno di contratto da rookie di Oladipo, estendendolo anche per la stagione 2016-2017. Cinque giorni dopo, ha registrato la sua seconda tripla doppia in carriera con 21 punti, 13 rimbalzi e 10 assist in una sconfitta al doppio overtime contro gli Oklahoma City Thunder. Nella stessa partita ha centrato un canestro da tre punti sulla sirena mandando il gioco al doppio overtime. Tiene una media di soli 12,8 punti a partita nelle sue prime 12 partite stagionali. L'allenatore Scott Skiles il 25 novembre relega Oladipo in panchina contro i New York Knicks. Successivamente realizza il più alto score stagionale con 24 punti. Dopo questa performance Oladipo continua però a subentrare dalla panchina a partita in corso, collezionando una media di 17 punti, 5,4 rimbalzi, 4,5 assist, 1 rubata e 1,4 blocchi nelle sue prime otto giocate dalla panchina. Successivamente verso la fine di dicembre ha un tracollo, realizzando 14 canestri su 53 (con un 26,4 per cento) in sei partite.
Il 1º gennaio 2016 ottiene la sua migliore performance dal 5 dicembre dell'anno prima, segnando 20 punti con 8 su 18 al tiro con 5 assist in una sconfitta patita contro i Washington Wizards. Il 4 gennaio, ha iniziato da titolare la partita, e ciò non accadeva dal 23 novembre dell'anno precedente. In 34 minuti di gioco, ha collezionato 18 punti, 7 rimbalzi, 5 assist e 2 rubate, nella sconfitta subita contro i Detroit Pistons. Ha iniziato la sua terza partita l'8 gennaio mettendo a referto 20 punti con 6 tiri da tre punti, il suo massimo in carriera fino a quel momento, nella sconfitta di Orlando contro i Brooklyn Nets per 83-77. Il 14 gennaio, in una partita persa a Londra contro i Toronto Raptors, ha segnato 27 punti. In questa partita si è storto il ginocchio, saltando le future due partite della squadra. Ritorna il 22 gennaio, mettendo a segno 29 punti con 11 su 19 al tiro, partendo al fianco di Elfrid Payton, e perdendo all'overtime per 120 a 116 contro gli Charlotte Hornets. Il 3 febbraio, realizza 37 punti contro gli Oklahoma City Thunder, un punto sotto il suo career-high. Il 19 febbraio, ha fatto registrare 17 punti con 14 rimbalzi, il suo massimo in carriera, in una vittoria conquistata per 110 a 104 contro i Dallas Mavericks. Il 18 marzo, ha segnato il suo massimo numero di punti in carriera, addirittura 45, in una partita persa 109 a 103 contro i Cleveland Cavaliers, diventando il nono giocatore nella storia della franchigia con uno score di 40 punti o più. Salta le ultime partite stagionali a causa di una commozione cerebrale.

### Oklahoma City Thunder (2016-2017)
Il 23 giugno 2016 viene ceduto, insieme a Ersan İlyasova e la scelta al draft NBA di Domantas Sabonis, agli Oklahoma City Thunder in cambio di Serge Ibaka. Ha fatto il suo debutto stagionale il 26 ottobre, segnando 10 punti in 26 minuti nella vittoria per 103-97 contro i Philadelphia 76ers. Il 31 ottobre, ha firmato un quadriennale con i Thunder, da 84 milioni di dollari. Il 16 novembre, ha fatto registrate lo score stagionale più alto con 29 punti e 10 rimbalzi nella vittoria per 105-103 contro gli Houston Rockets. Un infortunio al polso destro a metà dicembre ha costretto Oladipo a perdere nove partite di fila. Torna in azione il 31 dicembre ottenendo 15 punti contro i Los Angeles Clippers. 

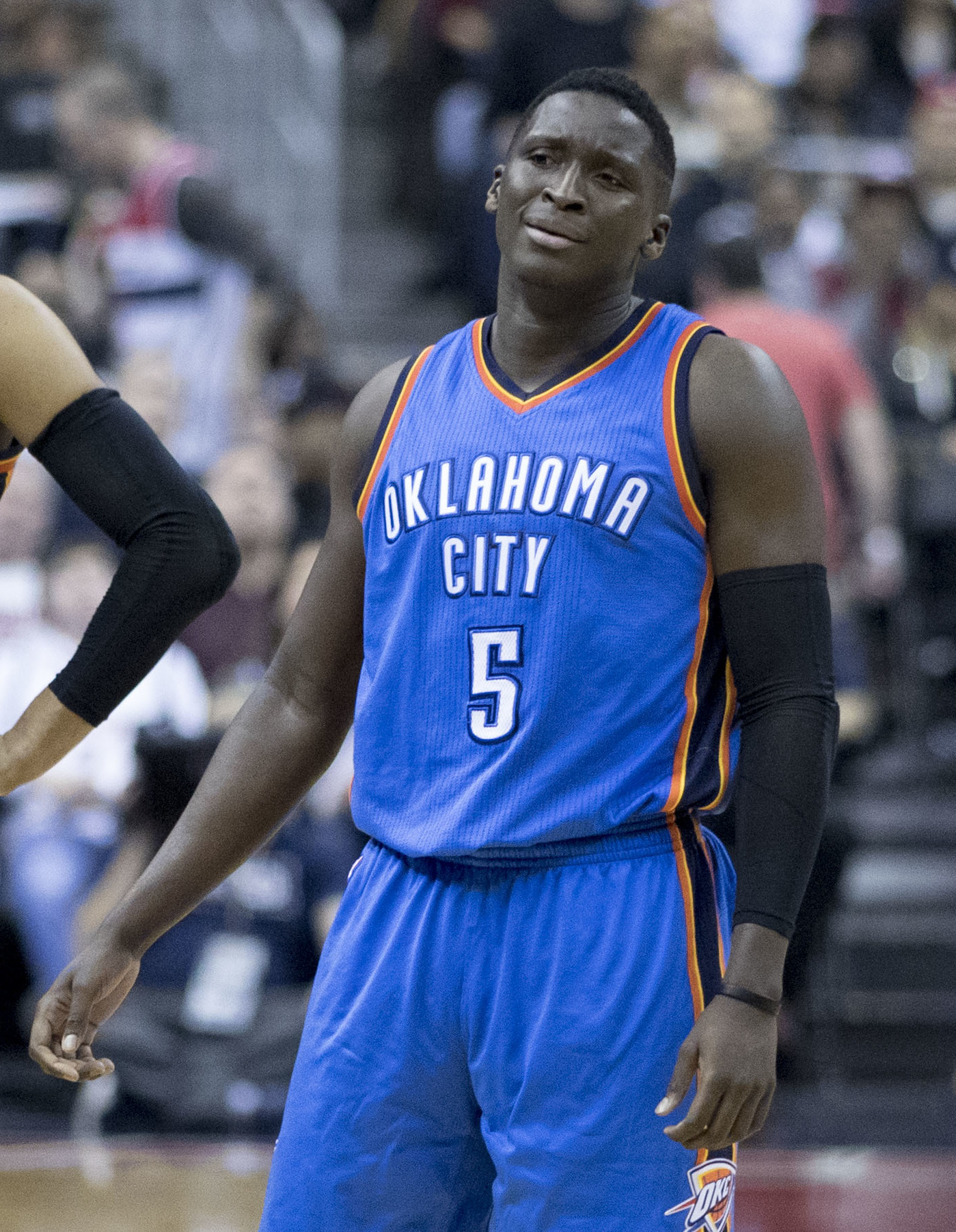
Oladipo nel febbraio 2017.

 Il 5 febbraio 2017, ha messo a segno 24 punti, 13 rimbalzi, tre assist, due palle rubate e due stoppate in una vittoria per 105 a 99 contro i Portland Trail Blazers. Il 7 marzo 2017, ritornato dopo sei partite mette a referto 16 punti in una sconfitta per 126-121 a Portland.
La sua stagione nel complesso a OKC è stata deludente.

### Indiana Pacers (2017-2021)

#### Stagione 2017-2018

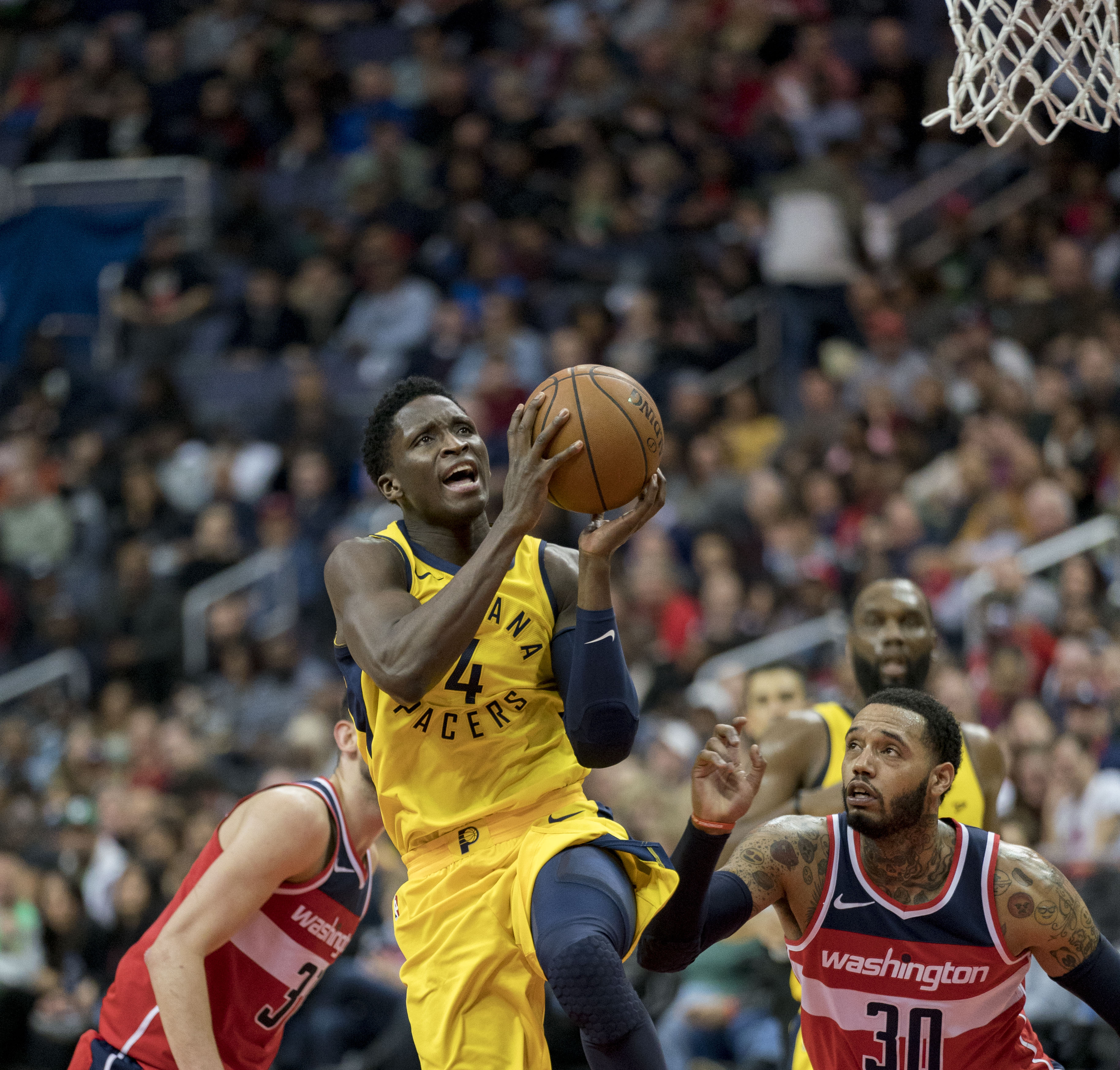
Oladipo (al centro) con gli Indiana Pacers

Il 6 luglio 2017 viene ceduto, insieme a Domantas Sabonis, agli Indiana Pacers in uno scambio che porta a Oklahoma Paul George. Al suo debutto con i Pacers in apertura di stagione il 18 ottobre 2017, Oladipo realizza 22 punti, con 5 rimbalzi, quattro palle rubate e quattro assist nella vittoria per 140-131 contro i Brooklyn Nets. Sette giorni più tardi, mette a segno 35 punti con 11 su 18 al tiro in una sconfitta per 114 a 96 contro la sua ex squadra, gli Oklahoma City Thunder. 

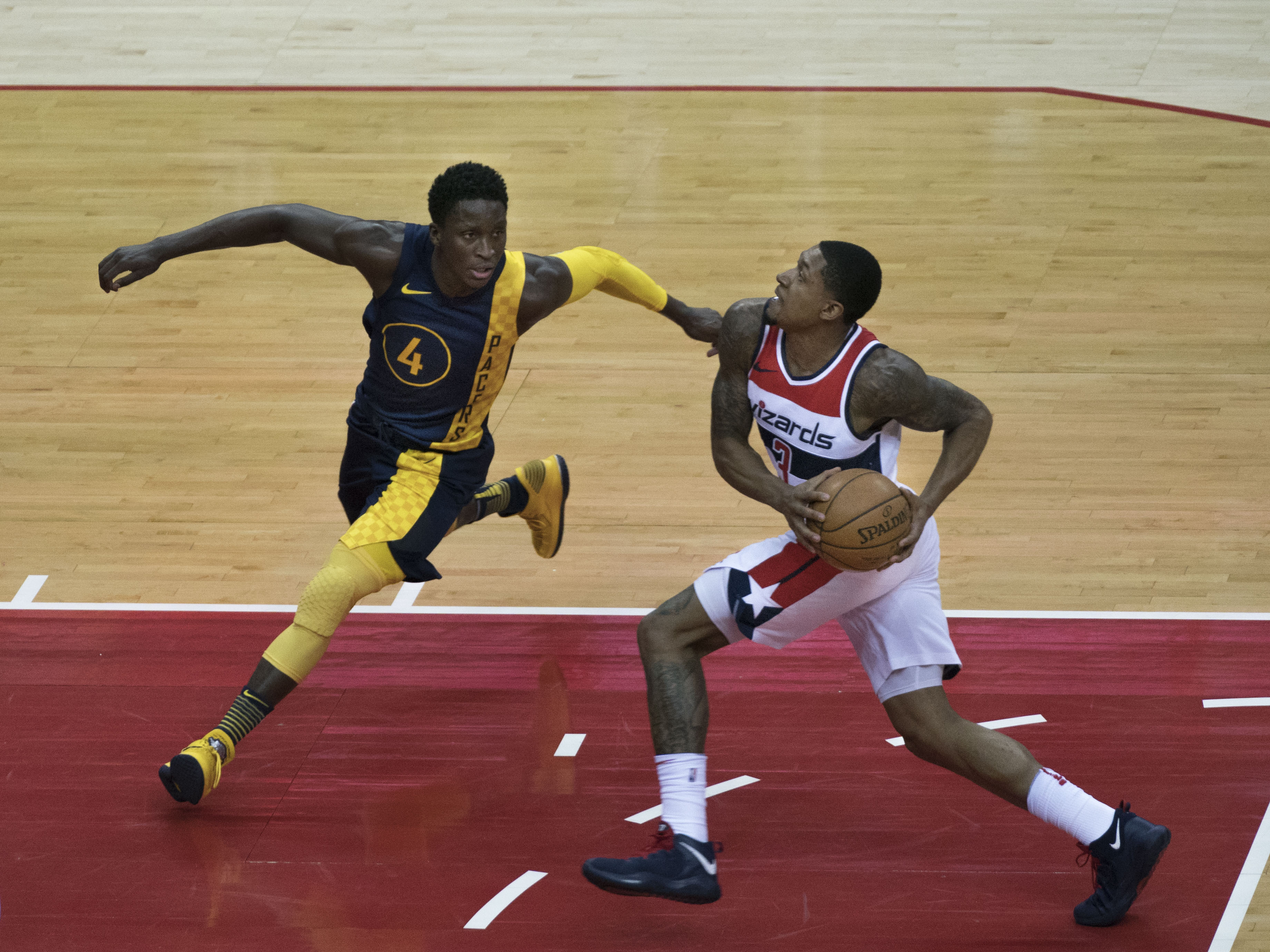
Oladipo (a sinistra) mentre difende su Bradley Beal nel 2018

 Le sue ottime prestazioni gli hanno valso la chiamata per l'All-Star Game 2018 e il premio di Most Improved Player.

#### Stagione 2018-2019
Il 3 novembre 2018, la tripla di Oladipo con 3,4 secondi rimanenti ha regalato all'Indiana una vittoria in rimonta per 102-101 sui Boston Celtics, chiudendo con 24 punti e 12 rimbalzi. Il 17 novembre, contro gli Atlanta Hawks, Oladipo lasciò il gioco nel primo quarto per un infortunio al ginocchio destro. Ha saltato 11 partite a causa dell'infortunio, A causa dell'infortunio, ha saltato 11 partite,, tornando in campo il 12 dicembre. Il 4 gennaio, ha segnato 36 punti e ha realizzato una tripla da appena sopra la parte superiore dell'arco con 0,3 secondi rimasti ai supplementari, portando i Pacers alla vittoria per 119-116 sui Chicago Bulls. Il 23 gennaio contro i Toronto Raptors, Oladipo ha subito la rottura del tendine del quadricipite del ginocchio destro, che lo ha escluso per il resto della stagione. Ha subito un intervento chirurgico con successo cinque giorni dopo. Nonostante la stagione piena di infortuni, Oladipo è stato selezionato come riserva All-Star della Eastern Conference.

#### Stagione 2019-2020

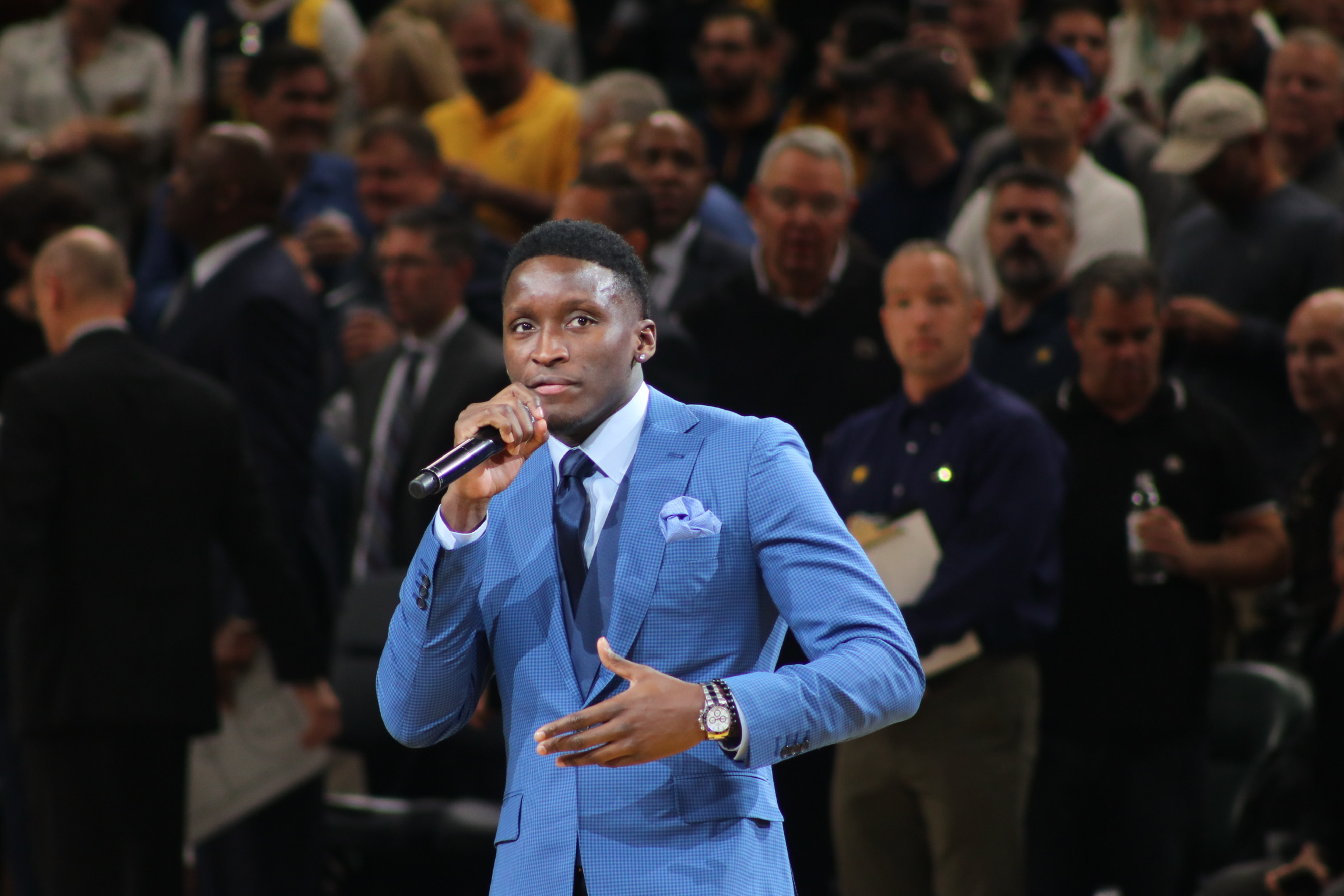
Oladipo alla presentazione dell'inizio della stagione nel 2019

Il 12 novembre 2019, gli Indiana Pacers hanno annunciato di aver assegnato Oladipo ai Fort Wayne Mad Ants in attesa che il suo ginocchio guarisse; è stato richiamato ai Pacers lo stesso giorno, dopo l'allenamento con i Mad Ants.
Il 29 gennaio 2020 ha fatto il suo ritorno in NBA, 371 giorni dopo essersi infortunato. Uscendo dalla panchina per i Pacers, ha segnato 9 punti in 21 minuti di gioco, inclusa una tripla di pareggio, in una vittoria ai supplementari contro i Chicago Bulls. Dopo la partita, un emozionato Oladipo ha dedicato lo scatto a Kobe Bryant e ad altre otto vite perse in un incidente in elicottero in California, tre giorni prima.
Oladipo inizialmente annunciò che si sarebbe fermato durante la ripresa della stagione NBA, ma alla fine si impegnò a giocare dopo la continua riabilitazione del tendine del quadricipite.

### Houston Rockets (2021)
Il 13 gennaio 2021 passa agli Houston Rockets nell'operazione che porta James Harden ai Brooklyn Nets, Caris LeVert agli Indiana Pacers e Jarrett Allen e Taurean Prince ai Cleveland Cavaliers. Due giorni dopo, fece il suo debutto e registrò 32 punti e 9 assist nella sconfitta per 125–120 contro i Chicago Bulls. Nel febbraio 2021, Oladipo ha rifiutato un'estensione del contratto di due anni, al massimo di 45,2 milioni di dollari, che era il massimo che i Rockets potevano offrirgli. Oladipo ha giocato solo 20 partite in totale con i Rockets, segnando una media di 21 punti, 5 rimbalzi e 5 assist.

### Miami Heat (2021-2023)

#### Stagione 2020-2021
Il 25 marzo 2021 viene ceduto ai Miami Heat, mentre Houston riceve Avery Bradley, Kelly Olynyk e il diritto a scambiare una scelta futura. Il 1º aprile ha fatto il suo debutto vincendo 116–109 sui Golden State Warriors e ha registrato 6 punti, 3 rimbalzi e 5 assist in 23 minuti. Il 13 maggio Oladipo è stato sottoposto a un intervento chirurgico di fine stagione per riparare il tendine del quadricipite destro.

#### Stagione 2021-2022
Il 7 agosto 2021, Oladipo ha firmato nuovamente con gli Heat con un contratto minimo di un anno, minimo per veterani. Il 7 marzo 2022 è tornato dall'infortunio, mettendo a segno 11 punti con quattro assist e un rimbalzo nella vittoria per 123-106 sugli Houston Rockets. Nel finale di stagione regolare degli Heat, il 10 aprile, Oladipo ha registrato un record stagionale di 40 punti, insieme a dieci rimbalzi e sette assist nella partita persa per 111-125 contro gli Orlando Magic.

#### Stagione 2022-2023
Il 7 luglio 2022, Oladipo ha firmato nuovamente con gli Heat per un contratto biennale da 18 milioni di dollari.
Il 23 aprile 2023, in Gara 3 della serie di playoff NBA contro i Milwaukee Bucks, Oladipo ha subito uno strappo al tendine rotuleo del ginocchio sinistro e i Miami Heat hanno raggiunto le NBA Finals per la seconda volta in quattro anni. Gli Heat hanno perso le finali in 5 partite contro i Denver Nuggets senza Oladipo.

### L'addio a Miami e i varitrades(2023-2024)

#### Oklahoma City Thunder (2023)
Il 6 luglio 2023, Oladipo è stato ceduto agli Oklahoma City Thunder, insieme a due future scelte al secondo turno del draft, in cambio di corrispettivi in contanti.

#### Houston Rockets (2023-2024)
I Thunder hanno scambiato Oladipo e Jeremiah Robinson-Earl con gli Houston Rockets il 17 ottobre, poco prima dell'inizio della stagione regolare, per Kevin Porter Jr. e due futuri draft del secondo turno scelte.

#### Memphis Grizzlies (2024)
Il 1º febbraio 2024, prima ancora di giocare per Houston, Oladipo è stato ceduto ai Memphis Grizzlies insieme a tre future scelte al secondo turno in cambio di Steven Adams. Una settimana dopo, è stato tagliato dai Grizzlies prima ancora di giocare per loro.

## Statistiche
| * | Primo nella lega |

### NCAA
| Anno      | Squadra          | PG  | PT | MP   | TC%  | 3P%  | TL%  | RP  | AP  | PRP | SP  | PP   |
| --------- | ---------------- | --- | -- | ---- | ---- | ---- | ---- | --- | --- | --- | --- | ---- |
| 2010-2011 | Indiana Hoosiers | 32  | 5  | 18,0 | 54,7 | 30,8 | 61,2 | 3,7 | 0,9 | 1,1 | 0,2 | 7,4  |
| 2011-2012 | Indiana Hoosiers | 36  | 34 | 26,7 | 47,1 | 20,8 | 75,0 | 5,3 | 2,0 | 1,4 | 0,6 | 10,8 |
| 2012-2013 | Indiana Hoosiers | 36  | 36 | 28,4 | 59,9 | 44,1 | 74,6 | 6,3 | 2,1 | 2,2 | 0,8 | 13,6 |
| Carriera  | Carriera         | 104 | 75 | 24,6 | 53,8 | 33,8 | 71,6 | 5,2 | 1,7 | 1,6 | 0,5 | 10,7 |

#### Massimi in carriera
- Massimo di punti: 26 vs Ohio State (10 febbraio 2013)[62]
- Massimo di rimbalzi: 13 vs Michigan (10 marzo 2013)
- Massimo di assist: 6 (2 volte)
- Massimo di palle rubate: 6 vs Michigan State (27 gennaio 2013)
- Massimo di stoppate: 3 (2 volte)
- Massimo di minuti giocati: 42 vs Butler (15 dicembre 2012)

### NBA

#### Regular season
| Anno      | Squadra          | PG  | PT  | MP   | TC%  | 3P%  | TL%  | RP  | AP  | PRP  | SP  | PP   |
| --------- | ---------------- | --- | --- | ---- | ---- | ---- | ---- | --- | --- | ---- | --- | ---- |
| 2013-2014 | Orlando Magic    | 80  | 44  | 31,1 | 41,9 | 32,7 | 78,0 | 4,1 | 4,1 | 1,6  | 0,5 | 13,8 |
| 2014-2015 | Orlando Magic    | 72  | 71  | 35,7 | 43,6 | 33,9 | 81,9 | 4,2 | 4,1 | 1,7  | 0,3 | 17,9 |
| 2015-2016 | Orlando Magic    | 72  | 52  | 33,0 | 43,8 | 34,8 | 83,0 | 4,8 | 3,9 | 1,6  | 0,8 | 16,0 |
| 2016-2017 | Oklahoma Thunder | 67  | 67  | 33,2 | 44,2 | 36,1 | 75,3 | 4,3 | 2,6 | 1,2  | 0,3 | 15,9 |
| 2017-2018 | Indiana Pacers   | 75  | 75  | 34,0 | 47,7 | 37,1 | 79,9 | 5,2 | 4,3 | 2,4* | 0,8 | 23,1 |
| 2018-2019 | Indiana Pacers   | 36  | 36  | 31,9 | 42,3 | 34,3 | 73,0 | 5,6 | 5,2 | 1,7  | 0,3 | 18,8 |
| 2019-2020 | Indiana Pacers   | 19  | 16  | 27,8 | 39,4 | 31,7 | 81,4 | 3,9 | 2,9 | 0,9  | 0,2 | 14,5 |
| 2020-2021 | Indiana Pacers   | 9   | 9   | 33,3 | 42,1 | 36,2 | 73,0 | 5,7 | 4,2 | 1,7  | 0,2 | 20,0 |
| 2020-2021 | Houston Rockets  | 20  | 20  | 33,5 | 40,7 | 32,0 | 78,3 | 4,8 | 5,0 | 1,2  | 0,5 | 21,2 |
| 2020-2021 | Miami Heat       | 4   | 4   | 27,8 | 37,2 | 23,5 | 66,7 | 3,5 | 3,5 | 1,8  | 0,5 | 12,0 |
| 2021-2022 | Miami Heat       | 8   | 1   | 21,6 | 47,9 | 41,7 | 73,7 | 2,9 | 3,5 | 0,6  | 0,1 | 12,4 |
| 2022-2023 | Miami Heat       | 42  | 2   | 26,3 | 39,7 | 33,0 | 74,7 | 3,0 | 3,5 | 1,4  | 0,3 | 10,7 |
| Carriera  | Carriera         | 504 | 397 | 32,2 | 43,6 | 34,7 | 78,8 | 4,5 | 3,9 | 1,6  | 0,5 | 16,9 |
| All-Star  | All-Star         | 1   | 0   | 15,0 | 37,5 | 16,7 | -    | 2,0 | 3,0 | 3,0  | 0,0 | 7,0  |

#### Play-off
| Anno     | Squadra          | PG | PT | MP   | TC%  | 3P%  | TL%  | RP  | AP  | PRP  | SP  | PP   |
| -------- | ---------------- | -- | -- | ---- | ---- | ---- | ---- | --- | --- | ---- | --- | ---- |
| 2017     | Oklahoma Thunder | 5  | 5  | 36,2 | 34,4 | 24,0 | 100  | 5,6 | 2,0 | 1,4  | 0,6 | 10,8 |
| 2018     | Indiana Pacers   | 7  | 7  | 37,3 | 41,7 | 40,4 | 73,2 | 8,3 | 6,0 | 2,4* | 0,4 | 22,7 |
| 2020     | Indiana Pacers   | 4  | 4  | 30,6 | 39,3 | 36,4 | 93,8 | 3,3 | 2,5 | 2,3  | 0,0 | 17,8 |
| 2022     | Miami Heat       | 15 | 1  | 24,5 | 36,8 | 27,4 | 79,2 | 3,4 | 2,1 | 1,3  | 0,3 | 10,6 |
| 2023     | Miami Heat       | 2  | 0  | 22,5 | 52,6 | 40,0 | 33,3 | 3,5 | 1,0 | 1,0  | 0,5 | 11,5 |
| Carriera | Carriera         | 33 | 17 | 29,6 | 39,1 | 33,0 | 79,0 | 4,8 | 2,9 | 1,6  | 0,3 | 14,1 |

#### Massimi in carriera
- Massimo di punti: 47 vs Denver Nuggets (10 dicembre 2017)[63]
- Massimo di rimbalzi: 15 vs Detroit Pistons (17 novembre 2017)
- Massimo di assist: 14 vs New York Knicks (21 febbraio 2014)
- Massimo di palle rubate: 7 vs Orlando Magic (20 novembre 2017)
- Massimo di stoppate: 4 (3 volte)
- Massimo di minuti giocati: 57 vs Chicago Bulls (15 gennaio 2014)

## Palmarès
- Sporting News Player of the Year (2013)
- NABC Defensive Player of the Year (2013)
- Adolph Rupp Trophy (2013)
- NCAA AP All-America First Team (2013)
- NBA All-Rookie First Team (2014)
- Convocazioni all'All-Star Game: 2

2018, 2019
- All-NBA Team:

Third Team: 2018
- NBA Most Improved Player (2018)
- Migliore giocatore per palle rubate nella stagione NBA: (2018)